# 베네수엘라 여자 축구 국가대표팀
베네수엘라 여자 축구 국가대표팀은 베네수엘라를 대표하는 여자 축구 대표팀으로 베네수엘라 축구 연맹에서 관리한다. 남미 여자 축구 최약체로 평가되는 팀으로 1966년 7월 13일 콜롬비아를 상대로 국제 A매치 첫 경기를 치렀으며 이 경기에서 1-2로 패했다.

## 국제 대회 경력

### 코파 아메리카 페메니나
코파 아메리카 페메니나에는 8번 출전하여 이 중 초대 대회인 1991년 대회에서 3위를 기록했지만 그 당시 출전한 팀이 단 3팀밖에 없었기 때문에 이 기록은 실질적으로 무의미하다. 이후 7번의 대회에서는 모두 조별리그 탈락의 고배를 마셨다가 2022년 대회에서 2승 1무 2패로 6위를 기록하며 베네수엘라 여자 축구 역사상 코파 아메리카 페메니나 최다 승점 기록이자 사실상 역대 최고 성적을 남겼다.

### 중앙아메리카·카리브해 경기 대회
3번의 중앙아메리카·카리브해 경기 대회에 모두 출전하여 2010년 대회에서는 금메달을 획득하면서 베네수엘라 여자 축구 역사상 첫 국제 대회 우승의 기쁨을 맛보았고 2014년 대회에서는 4위에 머무르며 메달 획득에 실패했지만 그 다음 대회인 2018년 대회에서는 동메달을 획득하며 2010년 금메달 이후 8년만에 다시 메달 획득에 성공했다.

## 기타 국제 대회 경력
볼리바르 경기 대회 4번의 대회에 출전하여 U-20 여자대표팀 전적을 포함해 은메달 1개(2013년), 동메달 2개(2009년, 2017년)를 수확하면서 출전한 3번의 대회에서 메달 획득에 성공했다.

## 성적

### FIFA 여자 월드컵
- 1991년: 예선 탈락
- 1995년: 불참
- 1999년 ~ 2023년: 예선 탈락

### 올림픽 축구
- 1996년: 불참
- 2000년 ~ 2024년: 예선 탈락

### 코파 아메리카 페메니나
- 1991년: 3위
- 1995년: 불참
- 1998년: 조별 예선
- 2003년: 조별 예선
- 2006년: 조별 예선
- 2010년: 조별 예선
- 2014년: 조별 예선
- 2018년: 조별 예선
- 2022년: 6위

## 같이 보기
- 베네수엘라 축구 국가대표팀